# 5e régiment de cuirassiers
Das Régiment de cavalerie etrangère (aktuell 5e régiment de cuirassiers - 5. Kürassierregiment) ist ein Regiment der Französischen Armee. Der Kavallerieverband existierte von 1653 bis 1992 und wurde 2016 als Panzerregiment wiederaufgestellt. 

## Geschichte

### Ancien Régime
Auf Befehl des Königs wurde das Regiment ab dem 1. Mai 1653 errichtet und dem Kommando des Duc de Navailles unterstellt, der somit der erste Mestre de camp (Kommandant) des Regiments wurde. Noch im gleichen Jahr ging das Regiment an den Comte de Nogent über, verlor den Namen „Régiment de Cavalerie Etrangère“ und wurde, gemäß den damaligen Gepflogenheiten nach dem Inhaber benannt. (Dies galt jedoch nur für die Regimenter, denen nicht von Anfang an ein wichtiger Name zugewiesen wurde, etwa weil ein hochrangiges Mitglied der königlichen Familie als Inhaber bestimmt war.)
Im Jahre 1725 löste König Louis XV, das Regiment von seinem damaligen Inhaber, dem Marquis de Monteils ab und übergab es nach seiner Hochzeit an seinen Schwiegervater Stanislaus I. Leszczyński, den vormaligen König von Polen. Von da ab trug das Regiment den Namen „Roi Stanislas cavalerie“ oder einfach nur „Stanislas-Roi“. Seit dieser Zeit führt das Regiment auch den weißen polnischen Adler im Wappen.
Mit königlicher Order vom 30. März 1737 wurde es dann in „Régiment Royal Pologne cavalerie“ umbenannt und der König setzte sich selbst als Inhaber ein.
Im republikanischen Frankreich wurde es, wie alle anderen nur mit einer Nummer versehen. Während des Ersten Kaiserreichs und der Restauration erhielt es dann noch einmal einen Namen, um ab 1830 dann nur noch als „5e régiment de cuirassiers“ bezeichnet zu werden.

### Erster Weltkrieg
Bei Ausbruch des Ersten Weltkrieges war das Regiment in Tours stationiert. Unter dem Kommando von Colonel De Cognac machte es am 4. August 1914 mobil. Es war Teil der „9e Division de Cavalerie“ (9. Kavalleriedivision) und hatte bei Marville am 10. August 1914 ersten Feindkontakt. Bis zum 1. August führte es Verbindungs und Sicherungsdienste durch, um dann die Pferde abzugeben und in ein Kavallerie-Schützenregiment umgewandelt zu werden. Es erhielt von da an die Bezeichnung „5e régiment de cuirassiers à pied“ (5. Kürassierregiment zu Fuß). Am 17. August 1916 wurde es mit Kraftwagen an die Front verlegt, wo es in der Nacht vom 17. auf den 18. August in den Bereich von Lihons (Kanton Chaulnes). eingeschoben wurde. Am 27. August war das Regiment hier komplett versammelt.
Es folgten Stellungs- und Bewegungskämpfe für die weitere Dauer des Krieges so in der „Bataille de l'Yser“ (Erste Flandernschlacht) an der „Bataille de l'Avre“ Schlacht bei Amiens (1918) und in der „Bataille de l'Aisne (1918)“ (Deutsche Frühjahrsoffensive 1918)
Im Januar 1918 verlor das Regiment auch formal die Kürasse, wurde jedoch 1919 wieder in ein (motorisiertes) Kürassierregiment zurückverwandelt.

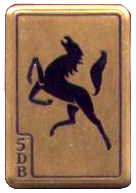
Abzeichen der 5e division blindé

### Zwischenkriegszeit
Im Jahre 1935 verfügte die französische Armee über fünf Kavalleriedivisionen. Das Regiment gehörte zur „2e division de cavalerie“ (2. Kavalleriedivision) und bildete in dieser, zusammen mit dem „18e régiment de chasseurs à cheval“ (18. Regiment Jäger zu Pferde) die „3e Brigade de Cavalerie“ (3. Kavalleriebrigade).

### Zweiter Weltkrieg
Am 10. Mai 1940 gehörte das Regiment zur „5e division légère de cavalerie“ (5. leichten Kavalleriedivision) der „2e armée“ (2. Französische Armee), die unter dem Kommando von General Huntziger stand. Der Verband überschritt die Belgische Grenze und erreichte die Linie Virton - Arlon, wo erste deutsche Aufklärungskräfte zurückgeschlagen wurden. Die Division wurde durch die nachdrückenden deutschen Truppen gezwungen sich über die französische Grenze zurückzuziehen, wo sie zunächst in Reserve und zur Verfügung des „groupement Roucaud“ gestellt wurde und dann den Flankenschutz bei der Schlacht um Stonne übernahm. Nach der Rücknahme der Front am 23. Mai 1940 wurde der Verband zur Disposition der „7e Armée“ (7. Armee) gestellt und nach Senlis verlegt. Bis zum 31. Mai versammelte sich die komplette „3e brigade de cavalerie“ (3. Kavalleriebrigade) um als Reserve an das „9e corps d'armée“ (9. Armeekorps) zu gehen. Am 12. Juni 1940 war die „5e division de cavalerie“ bei Saint-Valery-en-Caux eingekesselt. An Munitionsmangel leidend und ohne Möglichkeit zu entkommen, ergab sich die 5e DLC der 7. Panzerdivision unter dem Kommando von General Rommel.

### Indochina
Vom 5. Februar 1946 bis zum 1. März 1954 kämpfte das Regiment in Indochina.

### 1954–1992
Seit 1962 in Kaiserslautern stationiert, lag das Regiment als Teil der „3e brigade mécanisée“ (3. Mechanisierten Brigade) der 1re division blindée (1. Gepanzerten Division) im „Quartier Hoche Marceau“ der ehemaligen deutschen Holtzendorff-Kaserne.
Bis Juli 1968 bestand die Struktur des Regiments aus:
- 3 Escadrons zu je drei Zügen zu je 5 Kampfpanzern M47
- 1 Escadron zu vier Zügen mit je 5 Jagdpanzer AMX-13
- 1 Escadron porté

Nach der ab Frühjahr 1969 erfolgten Ausstattung mit dem Kampfpanzer AMX-30 wurde die bisherige Struktur geändert in:
- 4 Escadrons zu je 4 Zügen zu je 3 Kampfpanzer
- 1 Escadron porté mit 4 Zügen zu je drei Jagdpanzer AMX-13

Das Regiment wurde 1992 aufgelöst.

### Wiederaufstellung 2016
Nachdem die „13e demi-brigade de la légion étrangère“ aus Abu Dhabi abgezogen und in das Camp du Larzac am Rande von La Cavalerie verlegt worden war, wurde mit Anordnung vom 2. Juni 2016 über die Gefechtsstärke des Heeres das 5e régiment de cuirassiers wieder aufgestellt und im Camp Zayed in Abu Dhabi stationiert. Die Wiedererrichtungszeremonie fand unter Beteiligung von Général d’armée Jean-Pierre Bosser, Oberkommandierender der Landstreitkräfte statt.
Die Wiederaufstellung fand nicht als reines Panzerregiment, sondern als gemischter Verband statt:
- 1 Escadron mit 15 Kampfpanzern Leclerc und 14 Véhicules blindés légers (VBL)
- 1 Infanteriekompanie mit 14 Véhicules blindés de combat de l’infanterie (VBCI)
- 1 Unterstützungskompanie mit:

5 Geschützen System CAESAR
4 Véhicules de l’avant blindé (VAB) génie (Panzerpionierzug)
2 Bergepanzer Leclerc (DCL)
5 Véhicules poste de commandement (Stabs- und Kommandofahrzeug - VPC)
Die Gesamtpersonalstärke beläuft sich auf 270 Soldaten, davon sind 57 ständig stationiert, 213 werden turnusmäßig ausgetauscht.
Regimentskommandant ist Colonel Arnaud Goujon.

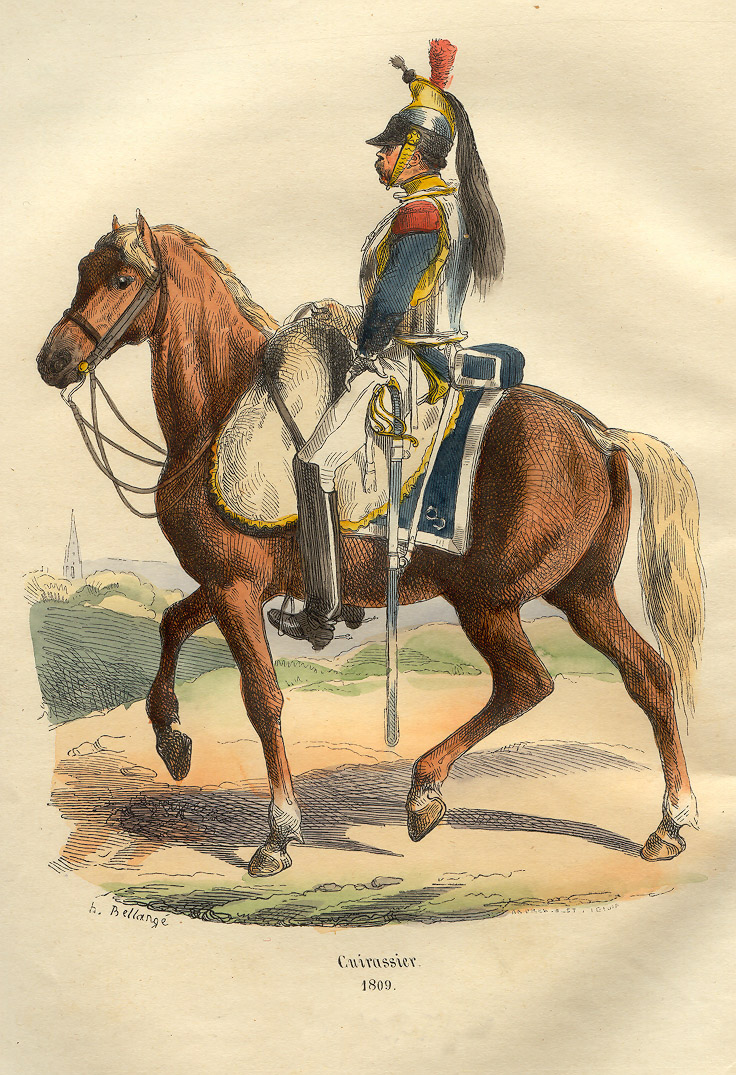
Kürassier um 1809

### Aktuelle Fahrzeugausstattung

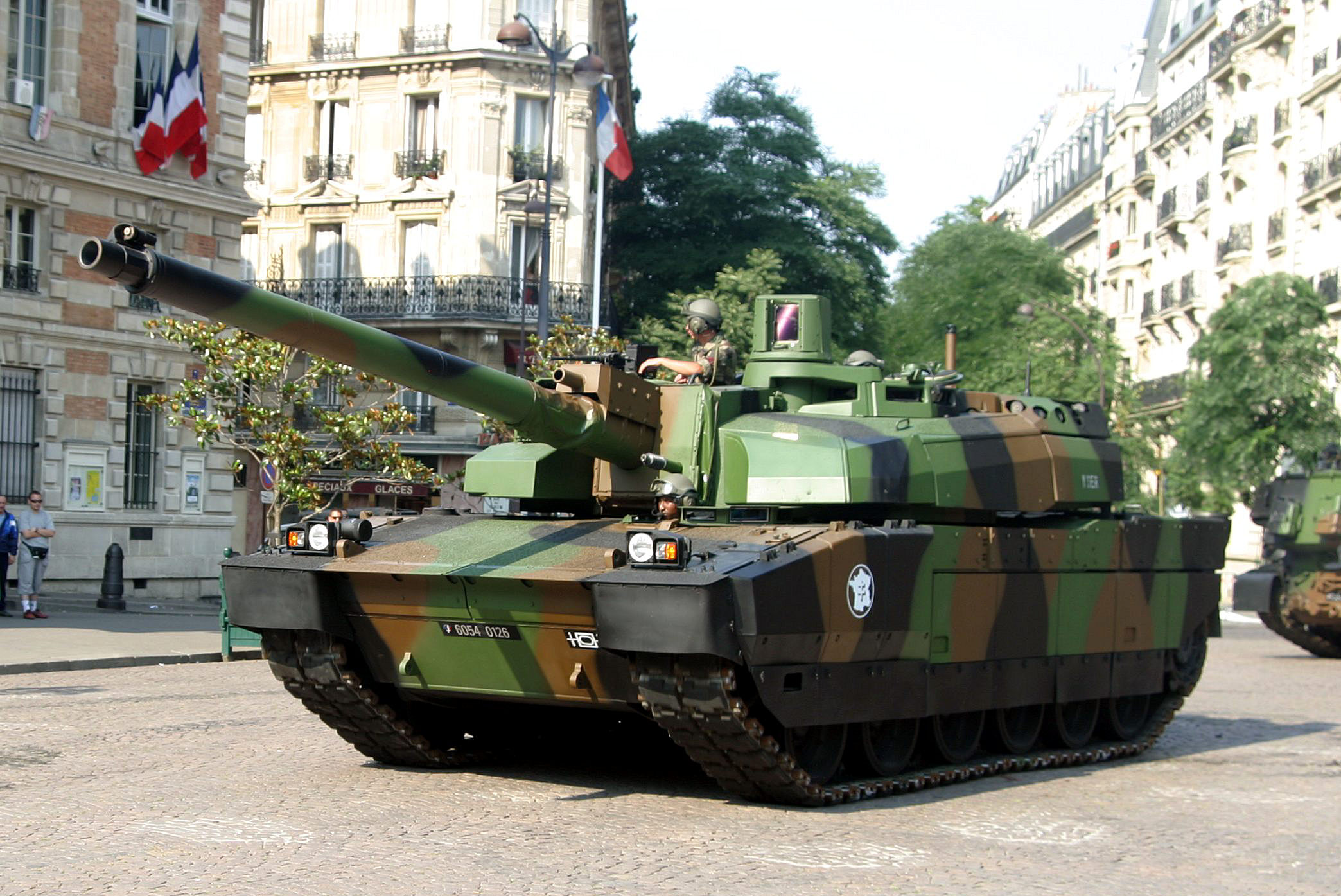
Leclerc
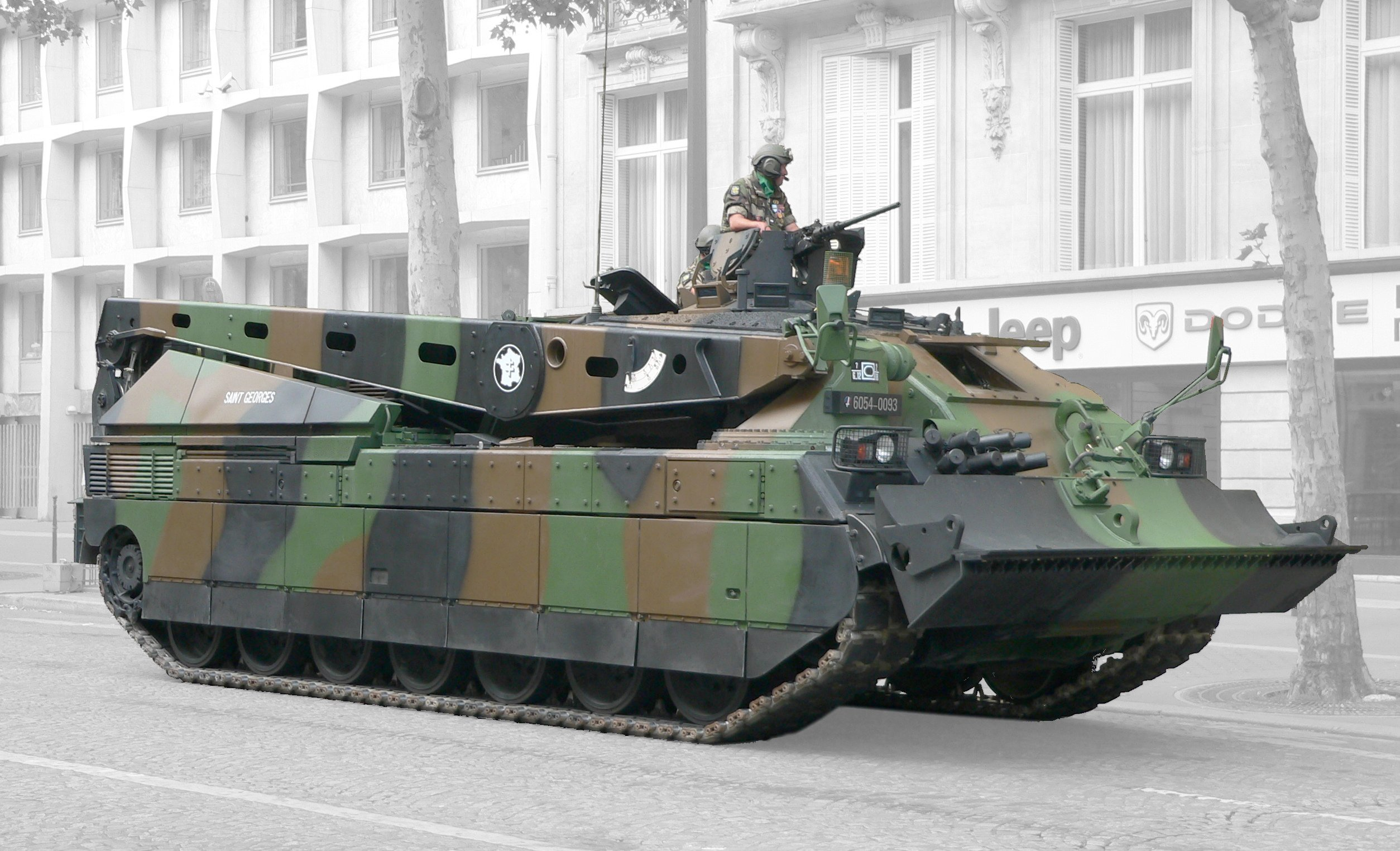
Leclerc (DCL)
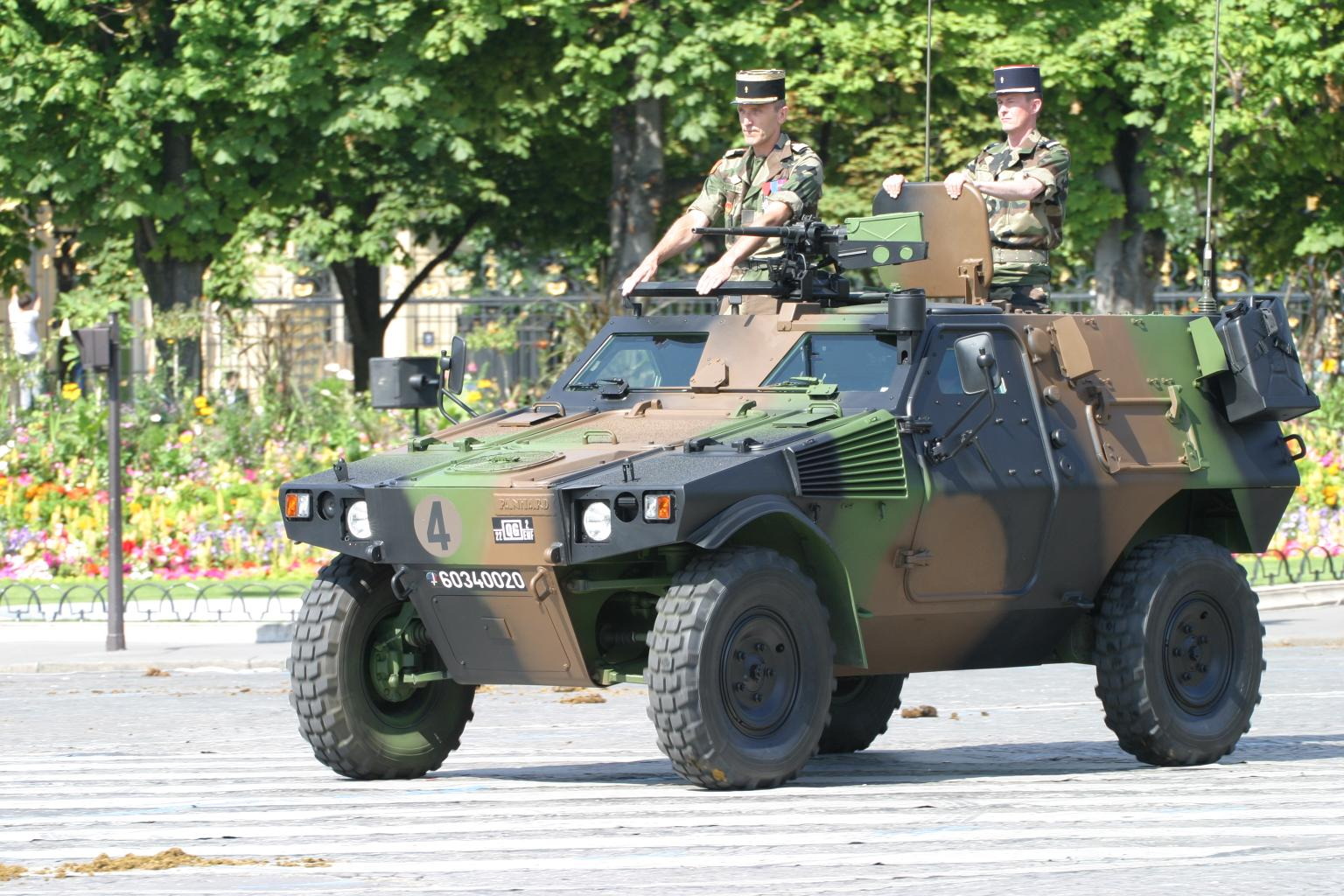
VBL
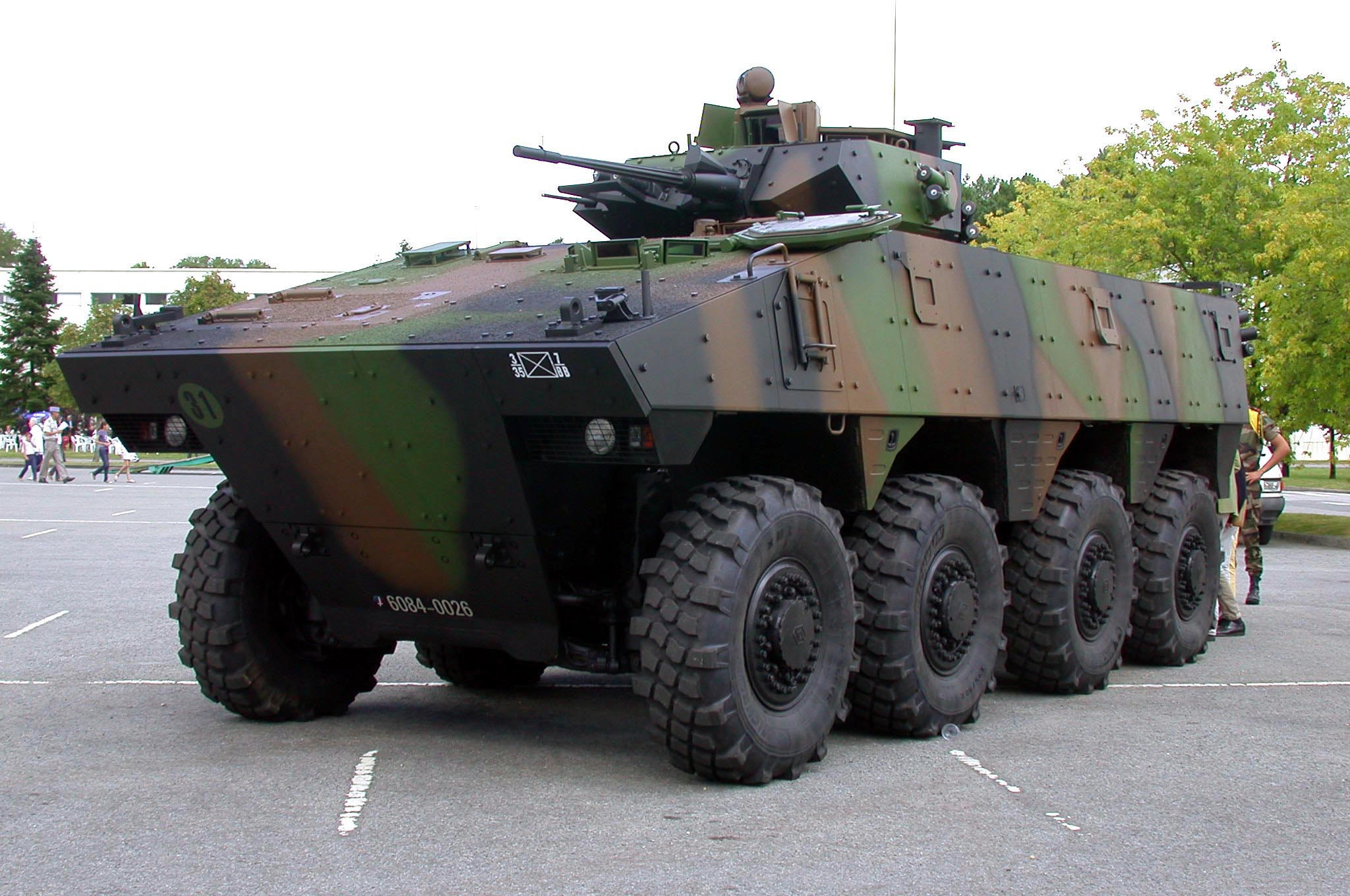
VBCI
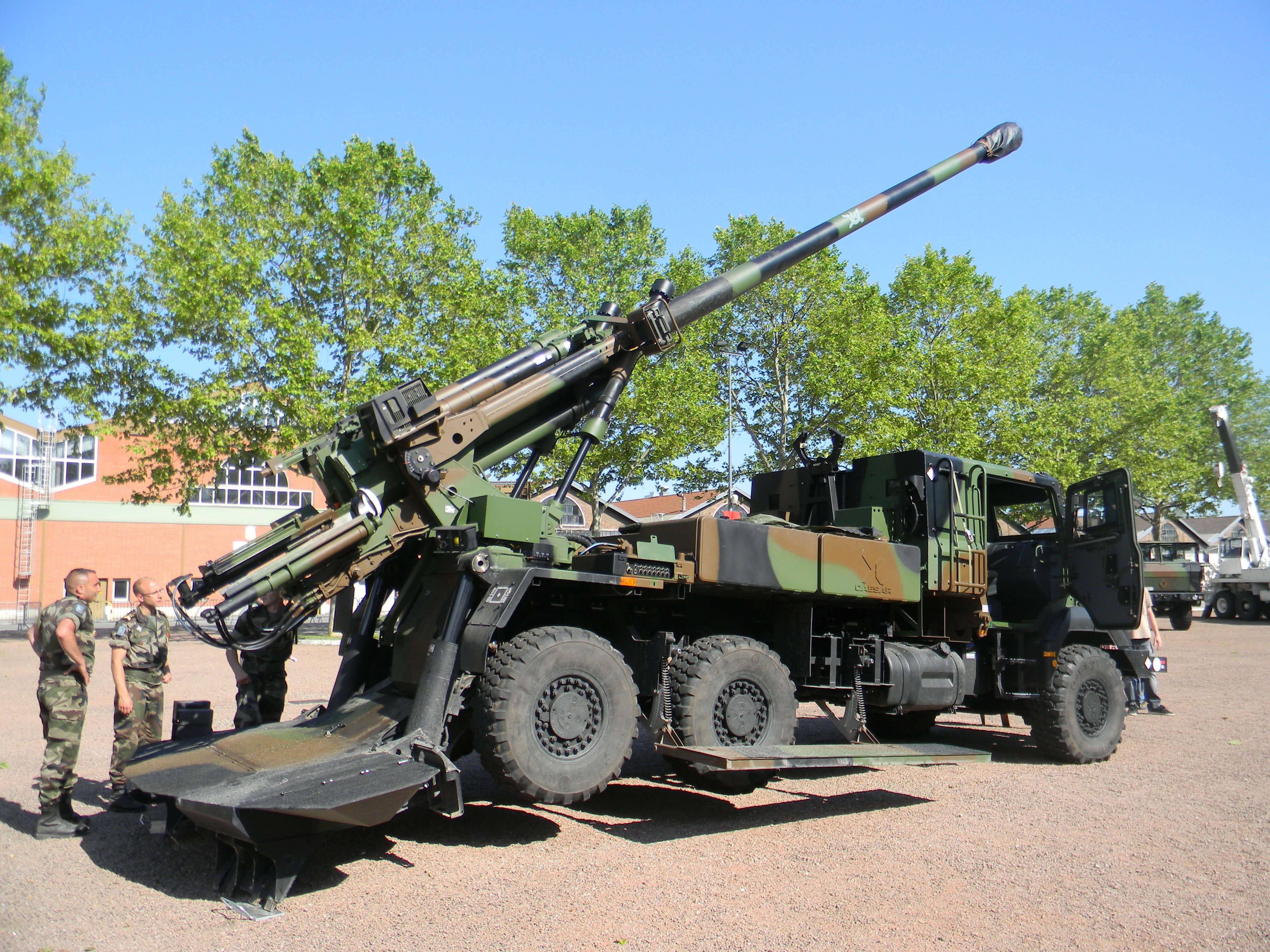
CAESAR
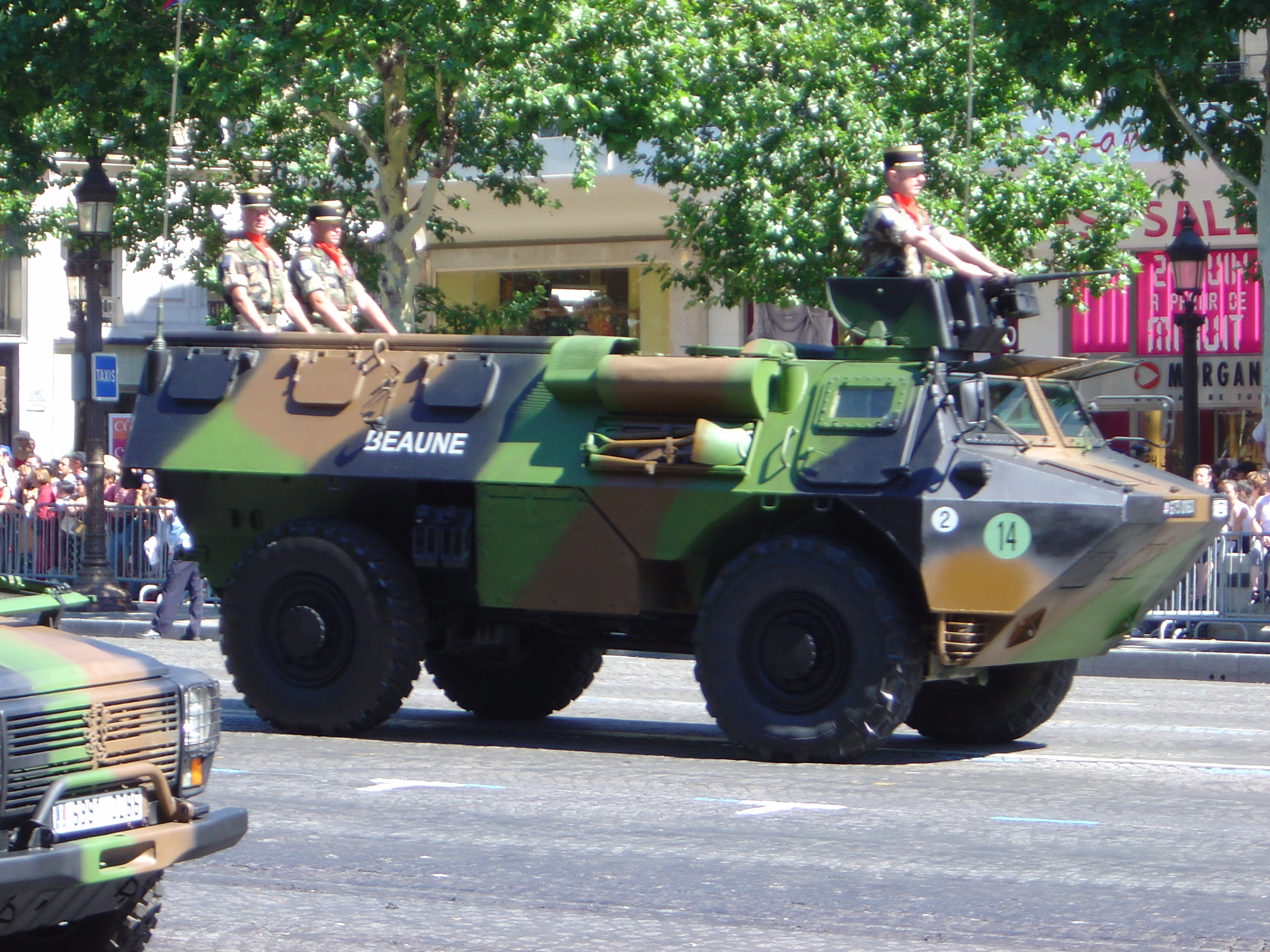
VAB

### Gefechtskalender

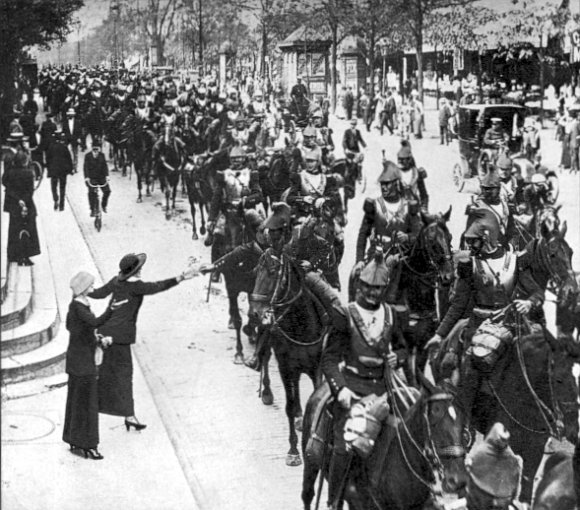
Kürassiere beim Auszug 1914

- Kämpfe bei der Niederschlagung des Aufstandes der Fronde
- Französisch-Spanischer Krieg (1635–1659)
  - 1658  Schlacht in den Dünen unter Turenne
- 1672 bis 1678 kämpfte das Regiment in Holland, in Deutschland und in Flandern. (Holländischer Krieg)
- Im Jahre 1684 war es am Reunionskrieg beteiligt
- 1688 bis 1697: Kämpfe im Pfälzischen Erbfolgekrieg
- 1701 bis 1712: Kämpfe im Spanischen Erbfolgekrieg am Rhein, in Italien und in Spanien.
- Im Krieg der Quadrupelallianz zeichnet sich das Regiment 1719 bei der Belagerung von San Sebastian und Hondarribia in Spanien aus.
- 1733 bis 1735: Kämpfe in Deutschland im Polnischen Thronfolgekrieg
- 1740 bis 1748 Teilnahme am Österreichischen Erbfolgekrieg

mit Kämpfen in Österreich und Deutschland. Auszeichnung für den Kampf in der Schlacht bei Dettingen. Danach folgte die Verlegung nach den Spanischen Niederlanden. Kämpfe in der Schlacht bei Roucoux
- 1756 bis 1763: Teilnahme am Siebenjährigen Krieg - Gefecht bei Korbach
- Koalitionskriege
  - 1792 bis 1794: Erster Koalitionskrieg Kämpfe mit der „Armée des Alpes“
  - 1794 Niederschlagung des Aufstandes in der Vendée
  - 1794 bis 1799: Italienfeldzug mit der „Armée d'Italie“ - Schlacht bei Rivoli
  - 1800 Zweiter Koalitionskrieg mit der „Armée des Grisons“
  - 1805–1807: Dritter Koalitionskrieg und Vierter Koalitionskrieg mit der Grande Armée - Schlacht bei Austerlitz, Schlacht bei Preußisch Eylau
- Feldzug in Spanien
- 1809: Fünfter Koalitionskrieg - Schlacht bei Wagram - Schlacht bei Aspern (In dieser Schlacht verlor das Regiment seinen Adler)
- 1812: Russlandfeldzug - Schlacht bei Borodino
- 1813/14: Teilnahme an den Befreiungskriegen mit Kämpfen in Deutschland und Frankreich
- 1815: Schlacht bei Waterloo
- 1823: Französische Invasion in Spanien
- 1831: Mobilmachung des Regiments und Marsch nach Belgien anlässlich der Zehn Tage Feldzuges
- 1870–1871: Deutsch-Französischer Krieg Kapitulation des Regiments nach der Schlacht bei Sedan

## Garnisonen
- 1852 Caserne Neufchâtel in Reims
- 1879 Quartier Ordener in Senlis
- 1891 Reims
- 1899–1914 Tours
- 1919–1920 Commercy
- 1920–1924 Gray
- 1929–1933 Pontoise
- 1938–1939 Valdahon
- 1945–1954 Indochina
- 1958–1962 Vannes
- 1962–1992 Kaiserslautern
- seit 2016 Zayed military city Abu Dhabi

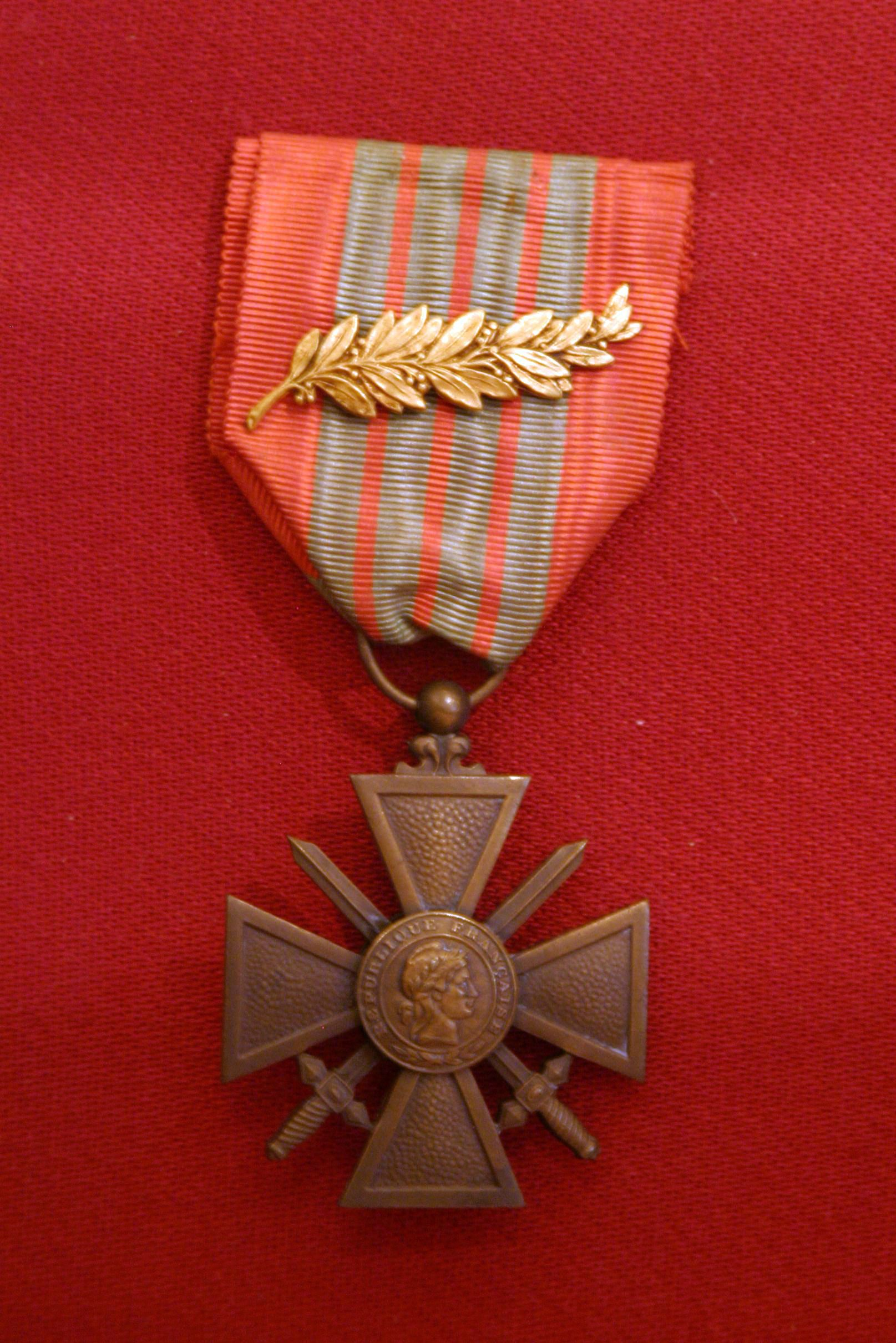
Croix de guerre mit einem Palmenzweig

## Standarten
Das Regiment wechselte mehrfach seine Standarte:
- 1725 bei der Umbenennung in Roi Stanislas,
- 1737 bei der Umbenennung in Royal Pologne[7],
- 1791 im Zuge der Revolution (nunmehr nicht mehr königlich),
- 1804  unter Napoleon I. als Kaiser der Franzosen
- 1814 unter König Ludwig XVIII. (Erste Restauration)
- 1815 unter Napoleon I. (Herrschaft der Hundert Tage)
- 1815 unter König Ludwig XVIII. (Zweite Restauration)
- 1848 nach dem Ende der Revolution und der Einführung der Republik
- 1852 im zweiten Kaiserreich
- 1871 nach der Abschaffung des Kaiserreichs

Diese letzte Version, versehen mit den ehrenvollen Erwähnungen war bis zur Auflösung der Einheit im Gebrauch. Die goldgestickten Inschriften lauteten:
- Rivoli 1797
- Austerlitz 1805
- Wagram 1809
- La Moskova 1812
- L'Yser 1914
- L'Avre 1918
- L'Aisne 1918
- Indochine 1946–1954[8]

Die Standarte ist dekoriert mit:
- Der Fourragère des Croix de guerre 1914–1918 mit zwei Palmenzweigen
- Der Fourragère des  Croix de guerre 1939–1945 mit einem Palmenzweig
- Der Fourragère des  Croix de guerre des Théâtres d'opérations extérieures (Croix de guerre für ausländische Einsätze) mit zwei Palmenzweigen

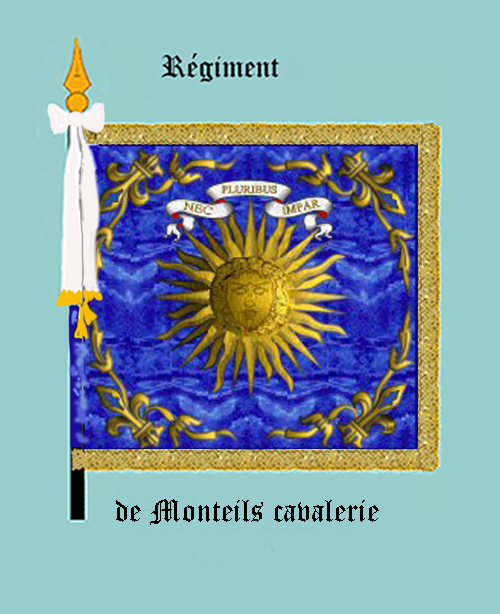
Standarte des Regiments de Monteils cavalerie
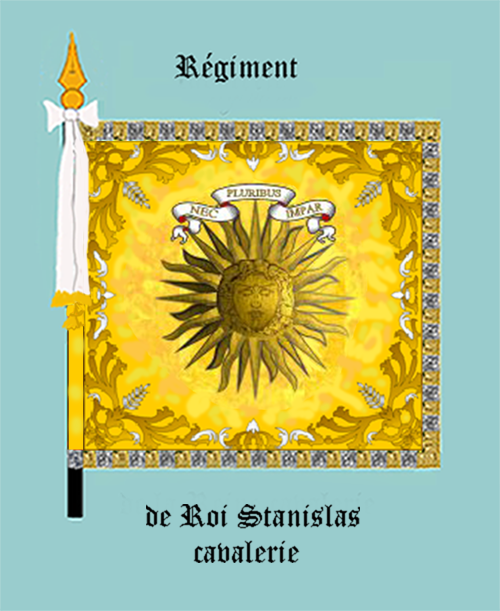
Standarte des Regiments Roi Stanislas cavalerie Vorderseite
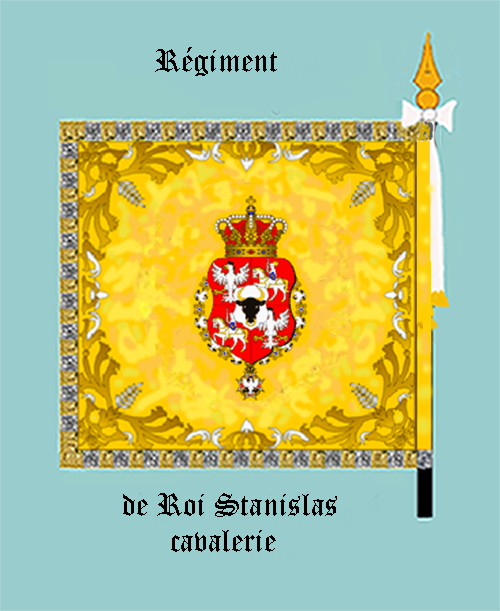
Standarte des Regiments Roi Stanislas cavalerie Rückseite
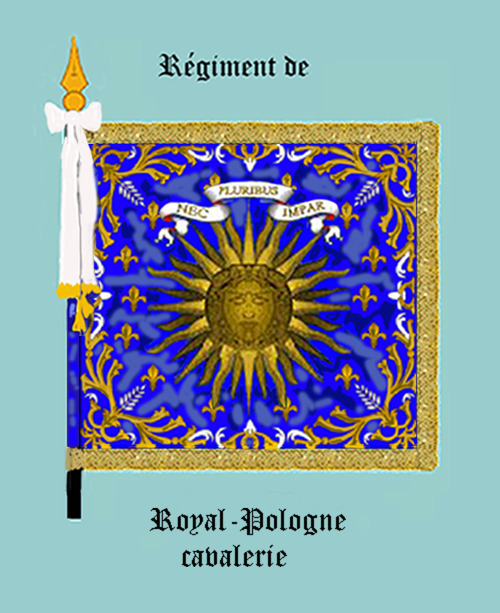
Standarte des Regiments Royal Pologne cavalerie Vorderseite
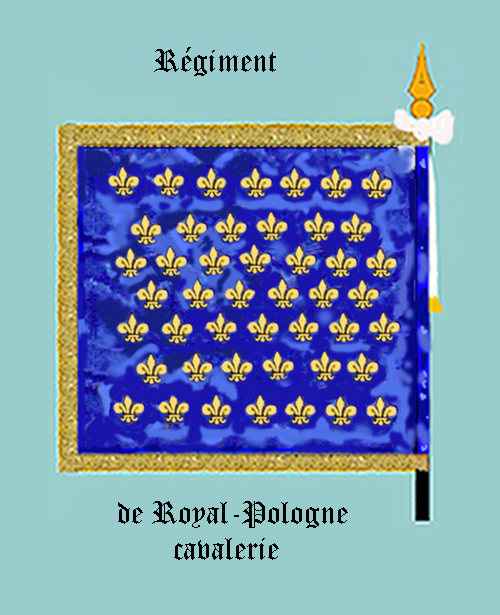
Standarte des Regiments Royal Pologne cavalerie Rückseite
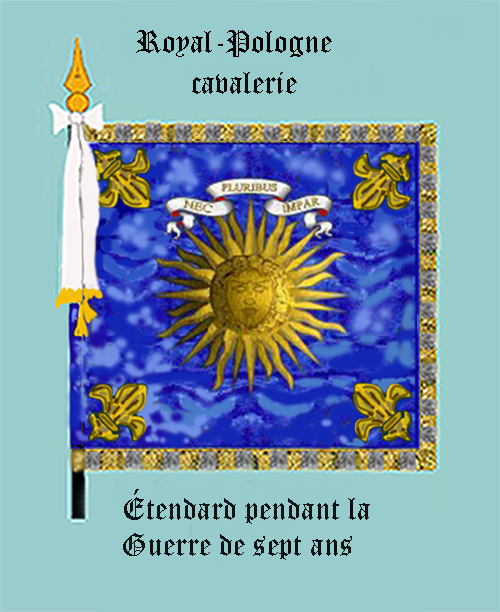
Standarte des Regiments Royal Pologne cavalerie während des Siebenjährigen Krieges - Vorderseite
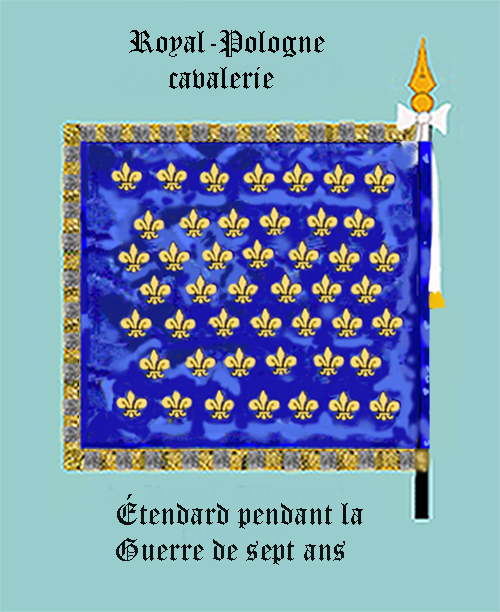
Standarte des Regiments Royal Pologne cavalerie während des Siebenjährigen Krieges - Rückseite

## Devise
Die Devise des Regiments lautete:

## Uniformierung und Bewaffnung

### Uniformen des Ancien Régime

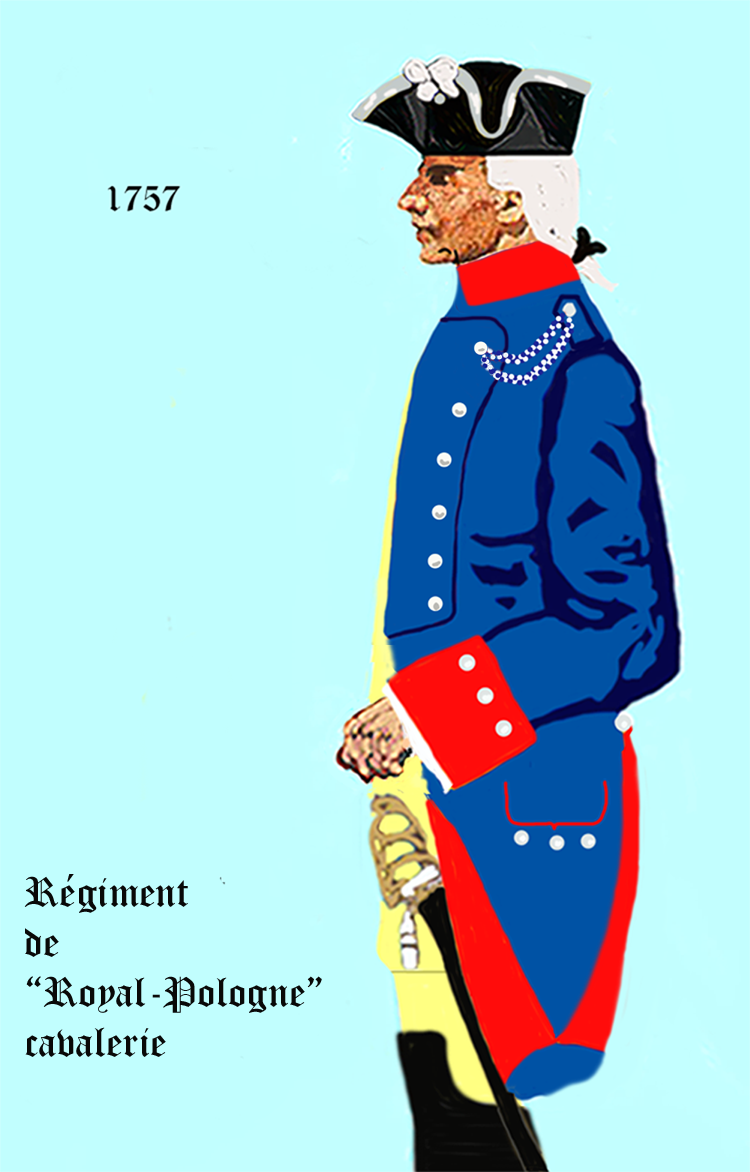
Uniform des Regiments Royal Polonge 1757–1762
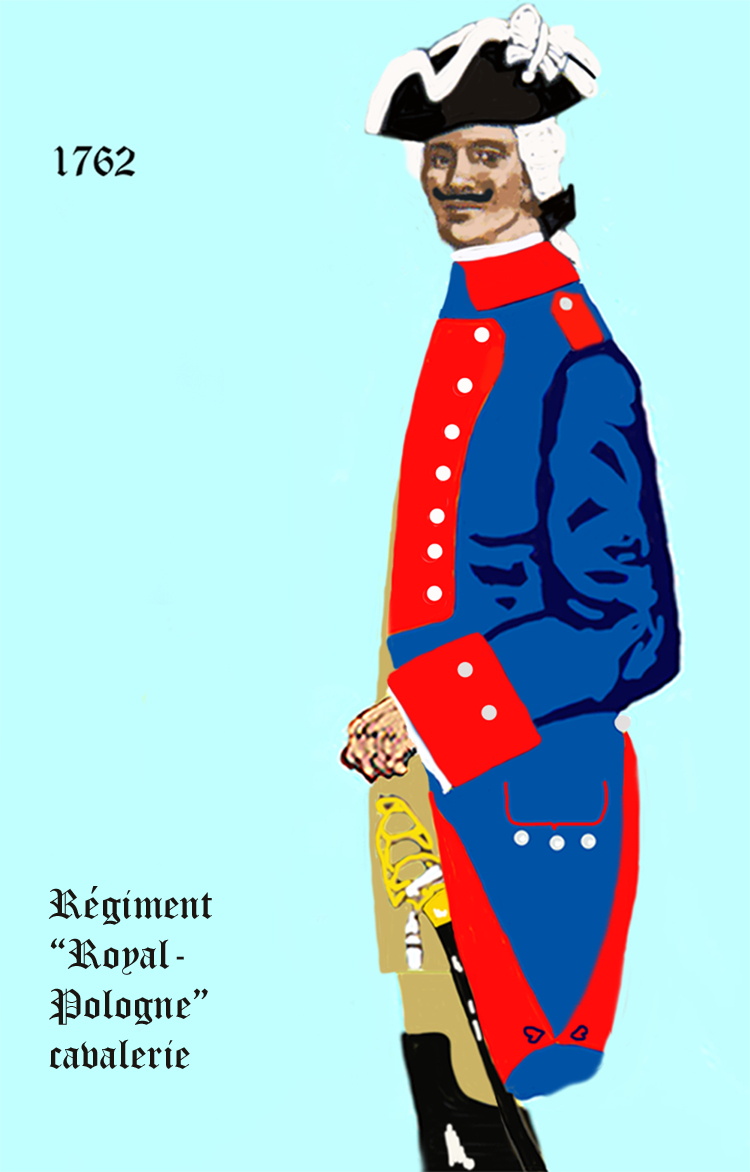
Uniform des Regiments Royal Polonge 1762–1767
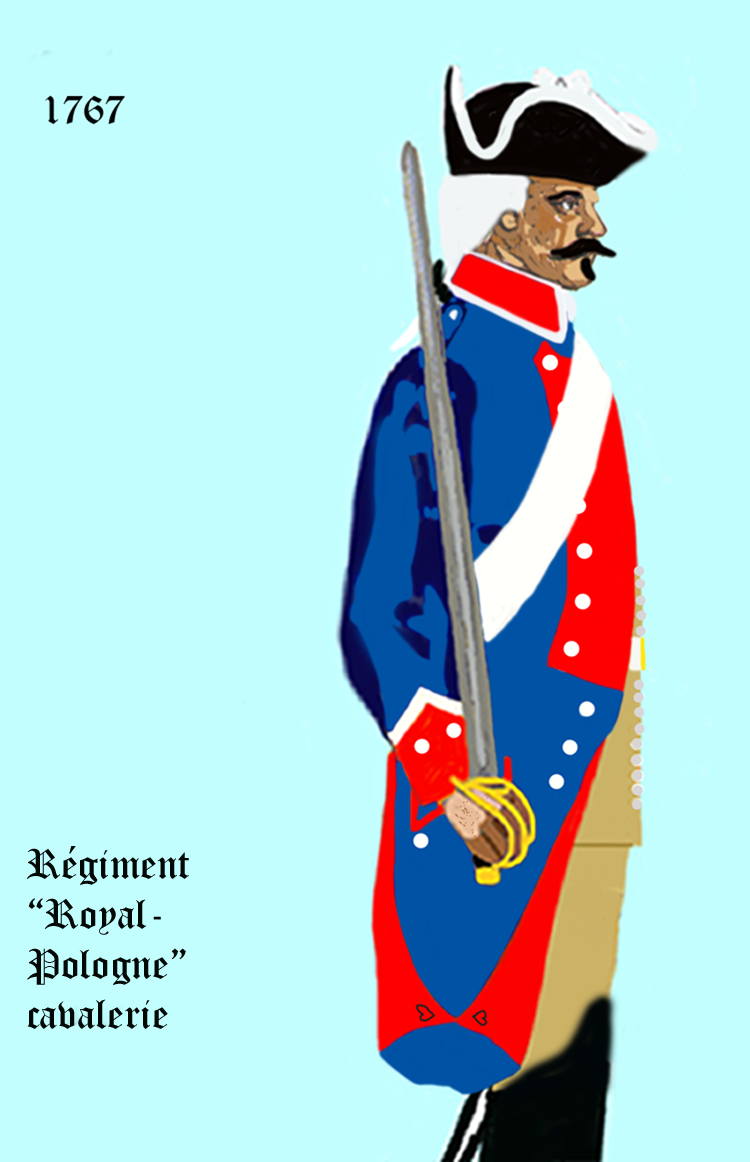
Uniform des Regiments Royal Polonge 1767–1776
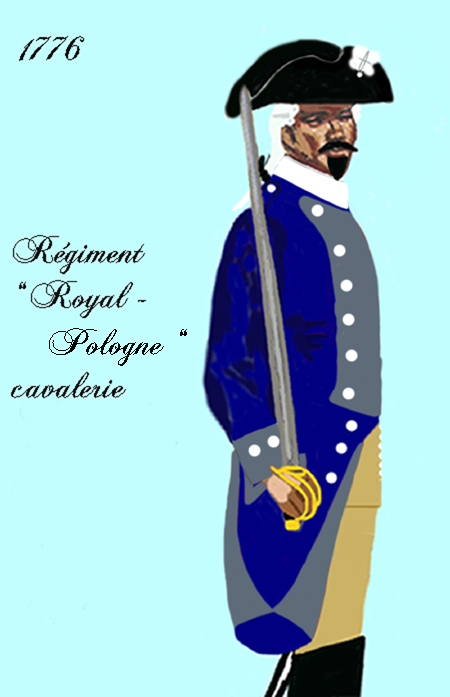
Uniform des Regiments Royal Polonge 1776–1779
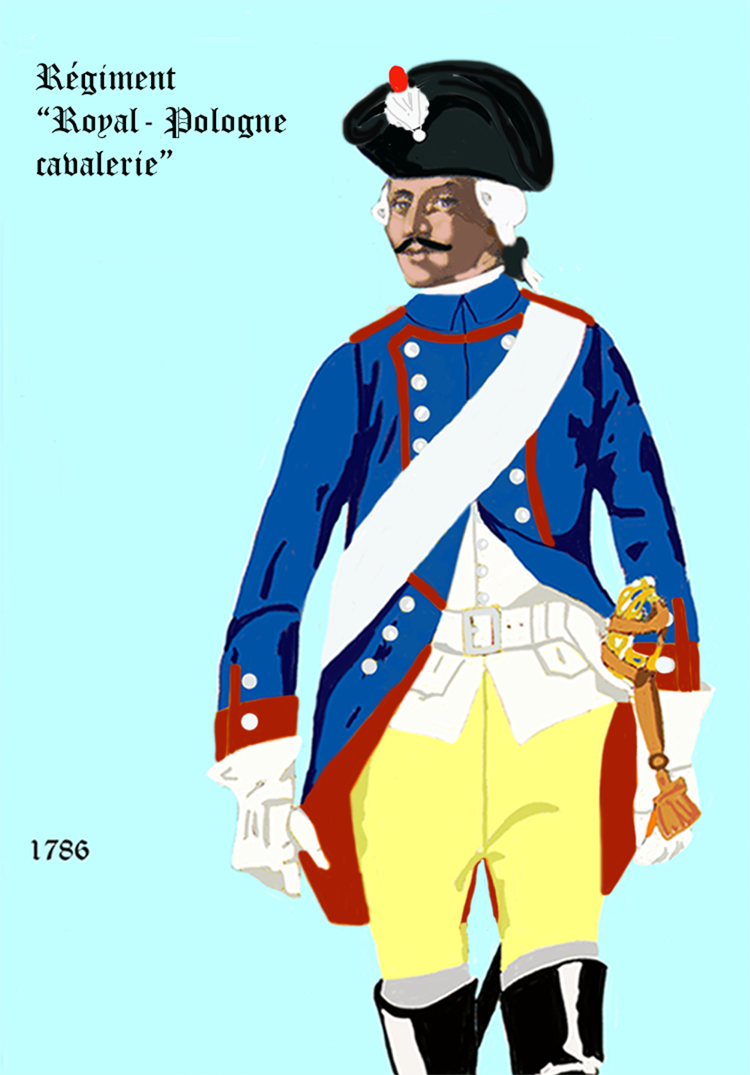
Uniform des Regiments Royal Polonge 1786–1791
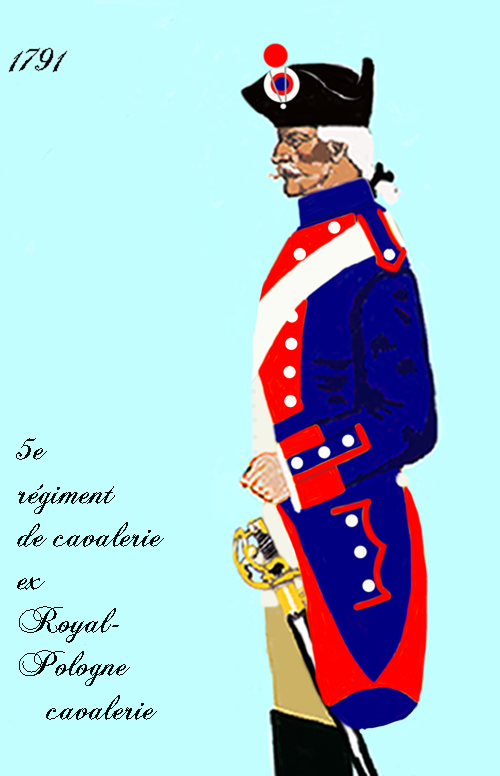
Uniform des 5e régiment de cavalerie 1791

Bei der Aufstellung trugen die Reiter hellgraue Uniformen mit rotem Besatz. Dazu einen schwarzen Dreispitz mit silberner Tresse und einen Kürass, der später durch einen Brustpanzer unter dem Uniformrock ersetzt wurde. Die Bewaffnung bestand aus einem Säbel, einer Muskete und einem Paar Pistolen die am Sattel befestigt waren.

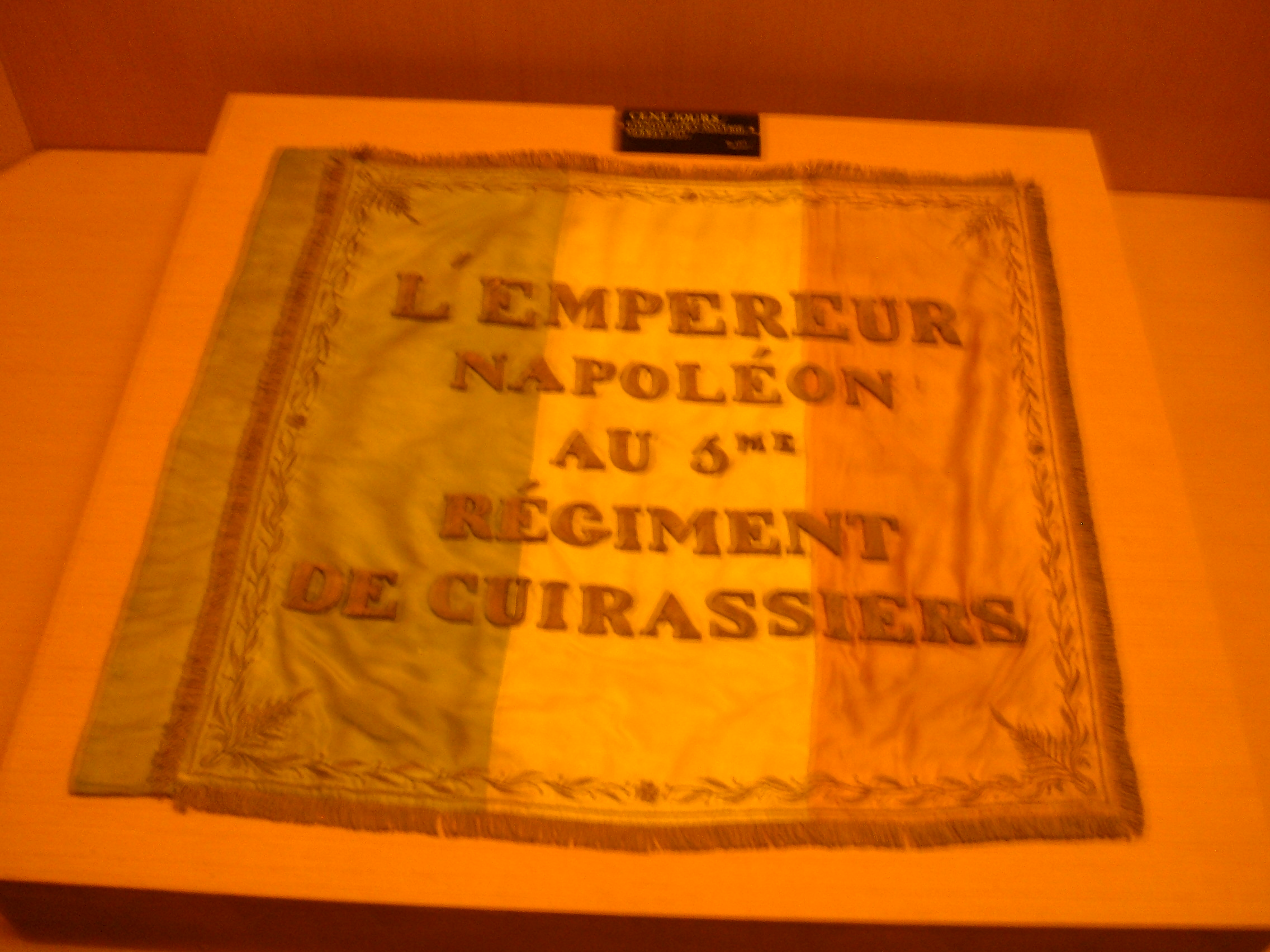
Standarte des Regiments unter Napoleon I.

### 1725
Die Kürassiere erhielten jetzt eine blaue Uniform, wie für die königlichen Regimenter üblich. Die Abzeichenfarbe war rot, Hosen und Weste weiß mit einem Dreispitz wie bisher, jedoch erhielt der Hut eine eiserne Calotte um Säbelhiebe abzufangen. Der Brustpanzer wurde nur noch zu Paraden und im Feld getragen. (Details änderte sich jedoch bis zur Revolution mehrfach.)

### 1779
Ab 1779 waren die Uniformen enger geschnitten (l'habit à la française) das Regiment erhielt die Abzeichenfarbe carmoisin (karminrot). Die Hosen in einem blassen gelbbraun, die Knöpfe waren weißmetallen. Bis 1763 trugen die Offiziere keine Rangabzeichen, danach erhielt der Mestre de camp zwei Epauletten, die „Lieutenants“ (Leutnants) und „Sous-lieutenants“ (Unterleutnants) trugen eine Epaulette auf der linken Schulter. Sie waren aus Silbergespinst gefertigt und mit roter Seide vermischt. Die Trompeter trugen eine königliche Livrée (mit reichhaltiger Verzierung)

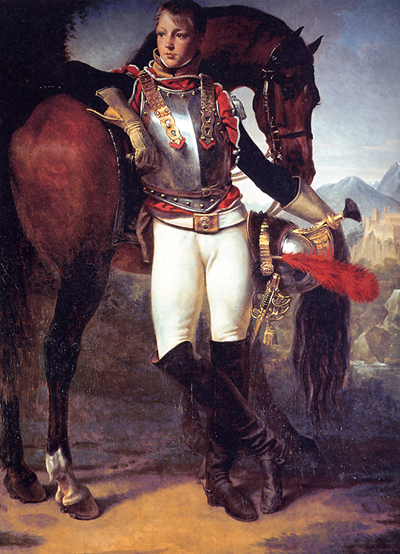
Kürassier um 1805

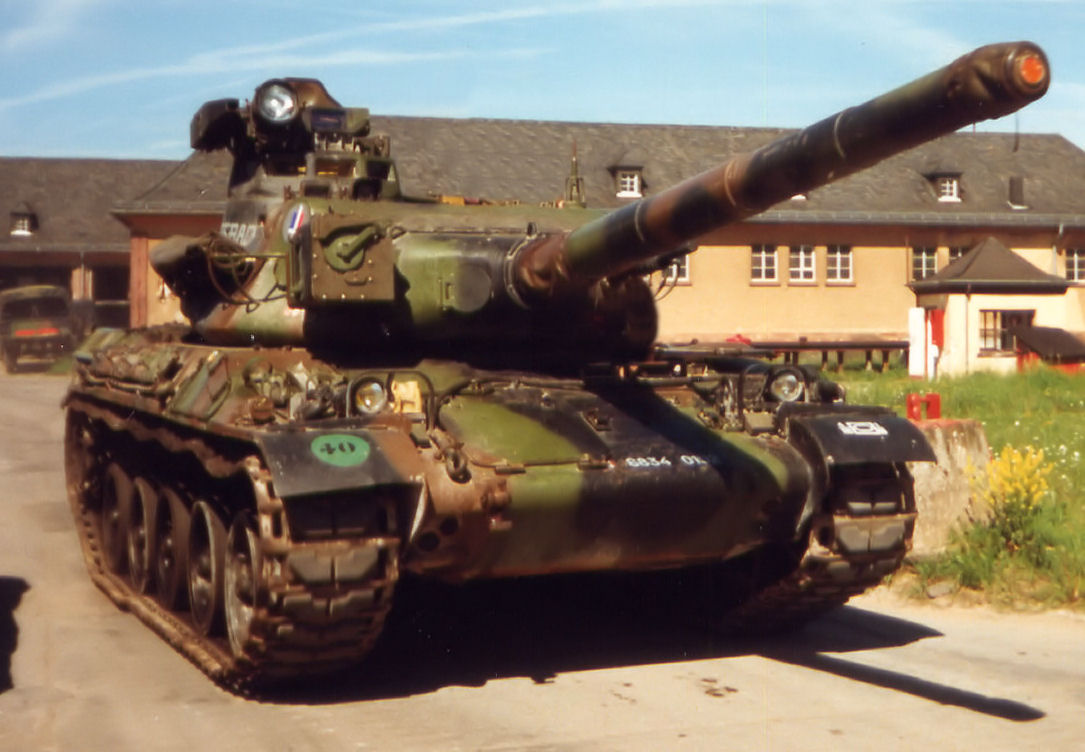
Panzer AMX 30

### Nach 1791
Mit dem Erlass von 1791 und während der Zeit der Revolution änderte sich außer Kleinigkeiten nichts gravierendes an der Uniformierung. Erst nach der Umbenennung in „Régiment de curassiers“ erhielten die Reiter eine kurze blaue Jacke und wurden wieder mit Brust und Rückenpanzer ausgestattet. Unter dem Panzer wurde ein scharlachrotes, kurzes Fell in der Form einer Weste angelegt. Der Hut wurde durch den charakteristischen Helm mit dem Roßschweif ersetzt.
Im Jahre 1805 wurde der Helm zusätzlich mit einem Federstutz verziert, dazu wurden von den Mannschaften und Unteroffizieren rote Epauletten angelegt. Die roten Ärmelaufschläge waren mit blauen Granaten, dem Symbol der Eliteverbände verziert.
Diese Uniform trug das Regiment nahezu unverändert bis zum Kriegsausbruch 1914 und auch noch einige Zeit danach.

## Patenschaften
- „Panzerbataillon 153“ der Bundeswehr in Koblenz
- „Regiment 5e Lanciers“ in Lüttich.

## Mestres de camp/Colonels/Chefs de brigade
Mestre de camp war die Rangbezeichnung für den Regimentsinhaber und/oder den tatsächlichen Kommandanten. Sollte es sich bei dem Mestre de camp um eine Person des Hochadels handeln, die an der Führung des Regiments kein Interesse hatte (wie z. B. der König oder die Königin) so wurde das Kommando dem Mestre de camp lieutenant (oder Mestre de camp en second) überlassen. Die Bezeichnung Colonel wurde von 1791 bis 1793 und ab 1803 geführt, von 1793 bis 1803 verwendete man die Bezeichnung Chef de brigade. Ab 1791 gab es keine Regimentsinhaber mehr.
- 1653: De Nogent;
- 1656: De Vaubrun;
- 1658: De Nogent;
- 1672: De Saint-Ruth;
- 1674: De Saint-Germain;
- 1692: De Gournay;
- 1694: De Cossé-Brissac;
- 1704: De Magnières;
- 1710: De Monteils;
- 1725: Stanislas-Roi;
- 1737: Royal-Pologne (der König selbst)
- 1791: 5e régiment de cavalerie
- 1803: 5e régiment de cuirassiers
- 1814: Cuirassiers de Berry
- 1815: 5e régiment de cuirassiers
- 1816: Cuirassiers d'Orléans
- 1830: 5e régiment de cuirassiers
- 1916: 5e cuirassiers à pied (Abgesessen)
- 1919: 5e régiment de cuirassiers
- 1940: aufgelöst
- 1945: wiedererrichtet als 5e régiment de cuirassiers
- 1954: aufgelöst
- 1958: wiedererrichtet als 5e régiment de cuirassiers
- 1961: aufgelöst
- 1962: wiedererrichtet als 5e régiment de cuirassiers
- 1992: aufgelöst
- 2016: wiedererrichtet als 5e régiment de cuirassiers